# Oncocalyx ghikae
Oncocalyx ghikae är en tvåhjärtbladig växtart som först beskrevs av Volkens & Schweinfurth, och fick sitt nu gällande namn av Michael George Gilbert. Oncocalyx ghikae ingår i släktet Oncocalyx och familjen Loranthaceae. Inga underarter finns listade i Catalogue of Life.